# Distrito electoral de Harrison (condado de Hayes, Nebraska)
Harrison (en inglés: Harrison Precinct) es un distrito electoral ubicado en el condado de Hayes en el estado estadounidense de Nebraska. En el Censo de 2010 tenía una población de 10 habitantes y una densidad poblacional de 0,13 personas por km².

## Geografía
Harrison se encuentra ubicado en las coordenadas 40°39′30″N 101°12′6″O / 40.65833, -101.20167. Según la Oficina del Censo de los Estados Unidos, Harrison tiene una superficie total de 74.42 km², de la cual 74.37 km² corresponden a tierra firme y (0.06%) 0.05 km² es agua.

## Demografía
Según el censo de 2010, había 10 personas residiendo en Harrison. La densidad de población era de 0,13 hab./km². De los 10 habitantes, Harrison estaba compuesto por el 100% blancos, el 0% eran afroamericanos, el 0% eran amerindios, el 0% eran asiáticos, el 0% eran isleños del Pacífico, el 0% eran de otras razas y el 0% pertenecían a dos o más razas. Del total de la población el 0% eran hispanos o latinos de cualquier raza.